# Schaereriaceae
Schaereriaceae är en familj av lavar. Enligt Catalogue of Life ingår Schaereriaceae i ordningen Agyriales, klassen Lecanoromycetes, divisionen sporsäcksvampar och riket svampar, men enligt Dyntaxa är tillhörigheten istället klassen Lecanoromycetes, divisionen sporsäcksvampar och riket svampar.
| Schaereriaceae | \| \| Schaereria \| \| \| \| |
|                | \| \| Schaereria \| \| \| \| |
|                | Agyriaceae                   |
|                |                              |
|                | Schaereria                   |
|                |                              |

|  | Schaereria |
|  |            |